# Salvator Rosa (ópera)
Salvator Rosa es una ópera en cuatro actos con música de Carlos Gomes y libreto en italiano de Antonio Ghislanzoni, basado en Masaniello de Eugène de Mirecourt, que narra la vida del pintor Salvator Rosa y el líder Masaniello. Se estrenó en el Teatro Carlo Felice de Génova el 21 de marzo de 1874.
Salvator Rosa hace referencia al pintor napolitano del siglo XVII que, además de ser poeta y músico, trabajó para la corte de los Médicis de Florencia, a quien el libretista Ghislanzoni (el mismo de Aída de Verdi y el de la Fosca del propio Gomes) sitúa en Nápoles en la época de la revuelta popular contra los españoles en Masaniello (1647), héroe operístico también de Auber, Keiser y Telemann. La trama política se entrecruza con otra sentimental protagonizada por Salvator e Isabella, la hija del gobernador español, el duque de Arcos, enemigo de Masaniello y Salvator.

## Historia
Salvator Rosa es la quinta ópera de Gomes y la tercera que compuso en Italia. La idea original del compositor y del libretista Ghislanzoni era titular a la ópera Masaniello, mismo título que el de la novela de Mirecourt en la que se basa la historia y que hace referencia al pescador y revolucionario Masaniello, quien lideró el alzamiento napolitano contra el virreinato español. El éxito que tenía todavía en Italia la ópera Masaniello, ou La muette de Portici hizo que Ghislanzoni cambiara de opinión y decidiera trasladar el protagonismo a un personaje secundario de la novela, el pintor napolitano Salvator Rosa, por lo que la historia de amor de Masaniello e Isabella en la novela se convierte en una historia entre Salvator e Isabella en la ópera. La novela de Mirecourt se basa en parte en "Life and Times of Salvator Rosa", la biografía que en 1824 escribió Lady Morgan, quien retoma la leyenda de que el pintor fue apresado por bandidos cuando era joven y que retornó a Nápoles en 1647 para ayudar a Masaniello en su lucha contra los españoles, temas que retoma el libreto de la ópera. 
Este tema resulta muy verdiano que permite a Gomes lucirse tanto en los momentos heroicos como en los líricos, con páginas de enorme fuerza y belleza, que recuerdan tanto al Donizetti tardío como al Verdi contemporáneo, tal como se pone de manifiesto en las arias para tenor, soprano y bajo. Avalan este interés las grabaciones efectuadas en su época por Enrico Caruso y Claudia Muzio de Mia piccirella (canzoneta de Gennariello, travestido personaje en la línea del Oscar verdiano) o la de Di sposo, di padre, aria del duque de Arcos, de la que se conservan precisas lecturas de Adamo Didur, José Mardones y Mark Reizen.	Ambas arias son los pasajes más populares de todas las óperas de Gomes.
El estreno en Génova fue un incontestable éxito de crítica y público que contrastó con el fracaso de su ópera anterior, Fosca. En los años posteriores se representó en numerosas ciudades italianas: Trieste en 1874, Turín en 1875, Bérgamo en 1876, Milán en 1878 o Parma en 1882. Fuera de Italia, se representó en 1876 en Montevideo, Malta en 1879, Atenas y Río de Janeiro en 1880 o Buenos Aires en 1897. En la actualidad es una ópera infrecuente en los teatros; en las estadísticas de Operabase figuran tan solo 9 funciones en el periodo comprendido entre 2004 y 2018, siendo la tercera ópera más representada de Gomes, si buen se representó justo antes en el Festival de Martina Franca. Anteriormente, se representó en la Amato Opera de Nueva York en 1987 y se estrenó en el Reino Unido, en Dorset Opera, en el año 2000.

## Personajes
| Personaje                                         | Voz                   | Reparto del estreno (Director: Giovanni Rossi) |
| ------------------------------------------------- | --------------------- | ---------------------------------------------- |
| El duque de Arcos, Virrey de Nápoles              | bajo                  | François-Marcel Junca                          |
| Isabella, su hija                                 | soprano               | Romilda Pantaleoni                             |
| Salvator Rosa, pintor enamorado de Isabella       | tenor                 | Salvatore Anastasi                             |
| Masaniello, líder rebelde y amigo de Salvator     | barítono              | Leone Giraldoni                                |
| Gennariello, joven amigo de Masaniello y Salvator | soprano (en travesti) | Clelia Blenio                                  |
| Fernández, comandante de las tropas españolas     | tenor                 | Giacomo Origo                                  |
| El conde de Badajoz, noble español                | tenor                 | Carlo Casarini                                 |
| Corcelli, bandolero aliado con los españoles      | bajo                  | Emanuele Dall'Aglio                            |
| Bianca, dama española                             | mezzo-soprano         | Antonietta Pozzoni-Anastasi                    |
| Suor Ines                                         | soprano               | Clelia Cappelli                                |
| Fra Lorenzo                                       | bajo                  | Luigi Torre                                    |

## Argumento
La acción se desarrolla en Nápoles en 1647, durante la República Napolitana. 
Acto I
Estudio de Salvator Rosa
El pintor trabaja en uno de sus cuadros mientras bromea con Gennariello, joven vagabundo que se ha convertido en su aprendiz. Cuando la conversación cambia al tema del amor, el joven confiesa que siente envidia del amor que Rosa siente hacia una mujer, antes de cantar una canción que ha compuesto para seducir (canción: Mia piccirella). Llega entonces Masaniello, quien lidera la revolución contra las fuerzas españolas lideradas por el Virrey, el Duque de Arcos. Gennariello deja solos a Rosa y Masaniello, y este le dice al pintor que la revuelta está lista para comenzar, siendo la señal el toque de campanas de la iglesia a mediodía. Rosa jura lealtad a la revolución (dúo: All'armil! Iddio lo vuol!). Masaniello se va, y Salvator se da cuenta de que, para apoyar la revolución, tiene que renunciar temporalmente al amor (aria: Forma sublime, eterea). Poco después aparece el Conde de Badajoz y, tras acusar a Salvator de ser un conspirador, se lo lleva para una audiencia con el Duque de Arcos. Gennariello cuenta lo sucedido a los otros aprendices del pintor, quienes se unen a la revuelta. 
Gran Salón del Palacio del Virrey
El Duque de Arcos y su comandante, Fernandez, planean acabar con la inminente revolución antes de que ésta estalle, para dar así un escarmiento a la plebe y evitar futuros levantamientos. El Duque le enseña a Fernandez un pasadizo secreto en caso de que sea necesario huir del palacio. Aparece entonces el Conde de Badajoz con Rosa detenido. El Duque acusa a Rosa de conspirador, y éste le acusa  de violar los estatutos que Carlos V dio a los napolitanos al imponer su voluntad. Llega Isabella, la hija del Duque, para alertar a su padre del levantamiento que está ocurriendo en esos momentos, y Rosa reconoce en ella a la mujer de la que se enamoró al verla junto a la orilla de un río, una única vez. Ella suplica a su padre que aumente las libertades del pueblo, a lo que él le hace callar. Llega el Conde de Badajoz para alertar de la victoria insurgente y la retirada de las tropas, por lo que el Duque y la corte huyen del palacio por el pasadizo secreto, mientras Rosa se queda para dar la bienvenida a Masaniello y los revolucionarios. 
Acto II
Una habitación en Castel Nuovo
El Duque ha aceptado entrevistarse con Masaniello. Antes reflexiona sobre su elección de una vida de guerra y se debate entre aceptar las demandas del pueblo o aplastarlo (aria:Di sposo, di padre). Llega Rosa como emisario de los revolucionarios, y el Duque le entrega un tratado de paz que garantiza las necesidades del pueblo. El Duque se va y aparece entonces Isabella. Tras informarle Salvator de la concesión del Duque, ambos se declaran su amor (dúo: Sulle rive di Chiaia). En ese momento el Duque los descubre, y aunque disimula haciéndoles salir del brazo para acudir a la fiesta que se celebra con motivo de la forma del tratado, trama enviar a Isabella a un convento y matar a Salvator. 
La puertas de la ciudad
El pueblo está de fiesta. Gennariello los entretiene contando sus hazañas, en las que se describe como un héroe (canción: Fuoco di moschettier). Aparece Masaniello y el público lo aclama entre gritos de exterminio a los españoles. Masaniello los detiene, afirmando que tuvieron la ayuda de Dios para imponer la justicia, no la venganza, y sólo desea retornar a su vida como pescador (aria: Povero nacqui). Llega entonces el Duque, quien promete respetar las nuevas leyes, para lo cual nombra juez a Masaniello, algo que levanta las suspicacias de los bandidos de Corcelli, mientras Rosa e Isabella celebran su amor. Pero la intención del Duque es aplastar a los revolucionarios. 
Acto III
Terraza del Palacio del Virrey
De noche, en el Palacio se celebra un banquete. El Conde de Badajoz y Fernandez discuten sus planes para aplastar la revolución, para lo que cuentan con la ayuda del bandido Corcelli y sus hombres, y han drogado a Masaniello. Salvator busca a Isabella, despertando los celos de Fernandez, prometido de la dama. Masaniello, aparentemente borracho, comienza a imaginarse a sí mismo como Rey. La corte muestra su desprecio por él y  todos abandonan el comedor. La extraña actitud de Masaniello hace que Rosa se dé cuenta de que ambos han sido drogados por el Duque. Salvador desespera por haber perdido cualquier oportunidad de amar a Isabella y porque Masaniello es incapaz de escucharlo, presa de sus delirios. Masaniello huye, sabiendo la masacre que prepara el duque, pero Salvator se queda y, cuando regresa el duque, le acusa de envenenar a Masaniello, por lo que es detenido de inmediato. El duque ve su venganza al alcance de la mano. 
Patio de un monasterio
Las monjas dejan sola a Isabella para atender a otra monja, moribunda a causa del dolor que le causa un amor imposible, y todas reconocen en Isabella a la hija del duque, encerrada por él para impedir su historia de amor. Ella se lamenta porque Salvator no sabrá nada de su dolor (aria: Alla infelice suora). Llega el duque, a quien Isabella implora piedad. Él parece aceptar, y le promete que será feliz si se casa con Fernandez, y cuando ella lo rechaza, la amenaza con ejecutar a su amado Rosa si rehúsa. Isabella sigue intentando convencer a su padre, en vano, y al final tiene que aceptar las condiciones de su padre. 
Acto IV
Pórtico del Castillo, con la Basílica del Carmine de frente y la ciudad de fondo
Se escucha a Gennariello cantar en la lejanía. En Conde y Corcelli idean un plan para matar a Masaniello, atentando contra él cuando entre a la iglesia. Cuando los bandido entran en la iglesia, el conde libera a Salvator, quien se muestra sorprendido. Llega Isabella para implorarle que huya; Salvator descubre que se ha casado, y ella se ve obligada a confesarle que lo ha hecho para poder salvarle y le confiesa que le ama. Salvator insiste en que huyan juntos, pero ella se niega (dúo: Salvator! Libero sei!). Llega Gennariello, que ha descubierto los planes de atentar contra Masaniello, y busca la ayuda de Salvator para prevenirlo; éste se debate entre ayudar a su amigo o huir con Isabella, pero ante la negativa de ella, entra en la iglesia. Se escucha una explosión y al momento aparece el duque. Salvator le acusa de haber hecho asesinar a Masaniello y arroja ante él su puñal a modo de desafío, por lo que los presentes insisten en que Salvator sea castigado por su audacia. El duque le recuerda a Isabella que la vida de su amado está en sus manos y le insta a regresar al castillo. Salvator, en cambio, le muestra su desprecio por abandonar a los necesitados. Isabella, desesperada, su apuñala con el puñal que Salvator ha arrojado, implora a su padre por la vida de éste y le dice a Salvator que se ha apuñalado por su amor. En ese momento el duque se da cuenta de su error y del alto precio que ha pagado. Isabella muere en brazos de un desesperado Salvator.

## Estructura
- Sinfonía (Obertura)

Acto I
- Ebbene, Gennariello? (Salvatore)
- Mia piccirella (Gennariello)
- Vero figluol di Napoli (Salvatore, Gennariello, Masaniello)
- All'armil! Iddio lo vuol! (dúo - Salvatore, Gennariello)
- Forma sublime, eterea (romanza - Salvatore)
- Salvator! Celatevi, fuggite! (Gennariello, Salvatore, Conde)
- Viva l'arte e l'allegria! (coro de jóvenes pintores)
- Delle truppe rispondi (diálogo - Salvatore, Duque)
- Padre, a te il grido innalzasi (Isabella, Salvatore, Duque)
- Quel dolce sguardo m'ha beato (Masaniello, Gennariello, Salvatore)

Acto II
- È desso! È proprio desso! (escena - Isabella y el Duque)
- Di sposo, di padre (aria - Duque de Arcos)
- Di Masaniello il messagier! (escena - Duque, Salvatore)
- Sulle rive di Chiaia... (dueto - Isabella, Salvatore)
- Per questa augusta imagin del Dio (Isabella, Salvatore, Duque)
- A festa! A festa! (coro)
- Poiché vi piace udir (Gennariello, coro, Corcelli)
- Largo a Masaniello! (Gennariello, Masaniello, Corcelli, coro)
- Povero nacqui, e ai perfidi (aria - Masaniello)
- Viva! Viva! Su! Accorriamo! (Gennariello, Masaniello, Corcelli, coro)
- Dov'è l'eroe del popolo? (final segundo)

Acto III
- Le tazze colmiamo! (coro)
- Strane parole mormorar... (Fernandez, Conde)
- Di quelle sale il lezzo uccide (Masaniello, coro)
- Là su quel fragil legno (Salvatore, Masaniello)
- Si cerchi Masaniello (escena - Salvatore, Duque, coro)
- D´aura di luce ho d'uopo (escena y coro de monjas)
- Alla infelice suora sol rea d'amor (romanza - Isabella)
- Sola il mio bianco crine (escena e dúo - Isabella, Duque)

Atto IV
- Serenata (Gennariello)
- Purché ci sia del vino (coro de brandidos - Conde, Corcelli)
- Al ballo alle mense la notte (coro y escena - Salvatore, Conde)
- Salvator! Libero sei! (escena y dúo - Isabella e Salvatore)
- Ah! Ti trovo Gennariello! (Isabella, Gennariello, Salvatore)
- Padre! In quella chiesa una strage si compie (Isabella, Gennariello, Salvatore, Duque)

## Discografía
| Año  | Reparto (Salvator Rosa, Isabella, Duca d'Arcos, Masaniello, Gennariello)                          | Director de Orquesta | Sello discográfico |
| ---- | ------------------------------------------------------------------------------------------------- | -------------------- | ------------------ |
| 1977 | Benito Maresca, Nina Carini, Edilson Costa, Paulo Fortes, Ruth Staerke                            | Simon Blech          | Master Class       |
| 2000 | Fernando del Valle, Lisa Livingston, Michail Milanov, Michael Glücksmann, Andrea Baker            | Patrick Shelley      | Regis              |
| 2004 | Mauro Pagano, Francesca Scaini, Francesco Ellero d'Artegna, Gianfranco Cappelluti, Sofiya Salovey | Maurizio Benini      | Dynamic            |